# Cazis
Cazis (rätoromanisch Tgazas ‚Schöpfkelle‘ wegen der muldenartigen Ortslage der ursprünglichen Gemeinde im Tal) ist eine politische Gemeinde im Schweizer Kanton Graubünden. Sie gehört zur Region Viamala.
Auf den 1. Januar 2010 fusionierten die damalige Gemeinden Cazis, Portein, Präz, Sarn und Tartar zur neuen Gemeinde Cazis.

## Geographie

Luftbild von Werner Friedli, 1970

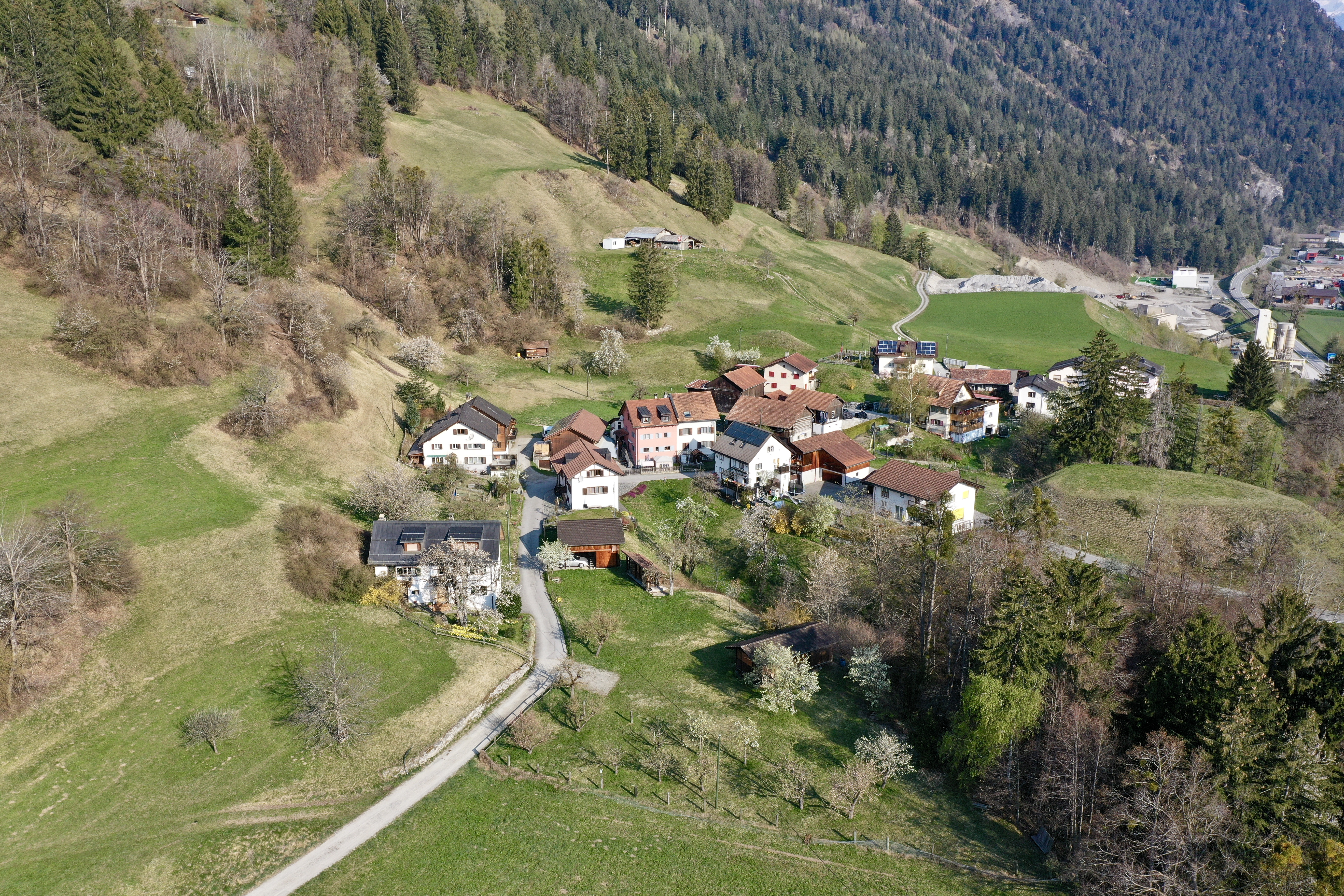
Oberrealta

Die  Talgemeinde liegt westlich des Hinterrheins am Heinzenberg rund drei Kilometer nördlich von Thusis und bestand bis Ende 2009 aus dem Strassendorf Cazis und den 7 Fraktionen (Ortsteilen) Luvreu, Oberrealta, Ratitsch, Schauenberg, Summaprada, Unterrealta und Valleina.
Auf den 1. Januar 2010 fusionierten die oben erwähnten bisherigen Gemeinden Portein, Präz (mit den Fraktionen Dalin und Raschlegnas), Sarn und Tartar mit der Gemeinde Cazis.
Vom ursprünglichen Gemeindegebiet (bis Ende 2009) von 727 ha sind 299 ha von Wald und Gehölz bedeckt, 298 ha sind landwirtschaftliches Nutzgebiet, 99 ha Siedlungsfläche und die restlichen 31 ha unproduktive Fläche (meist Gebirge).
Nachbargemeinden sind Domleschg, Flerden, Fürstenau, Masein, Rhäzüns, Rothenbrunnen, Safiental und Thusis.

## Geschichte

### Ur- und Frühgeschichte

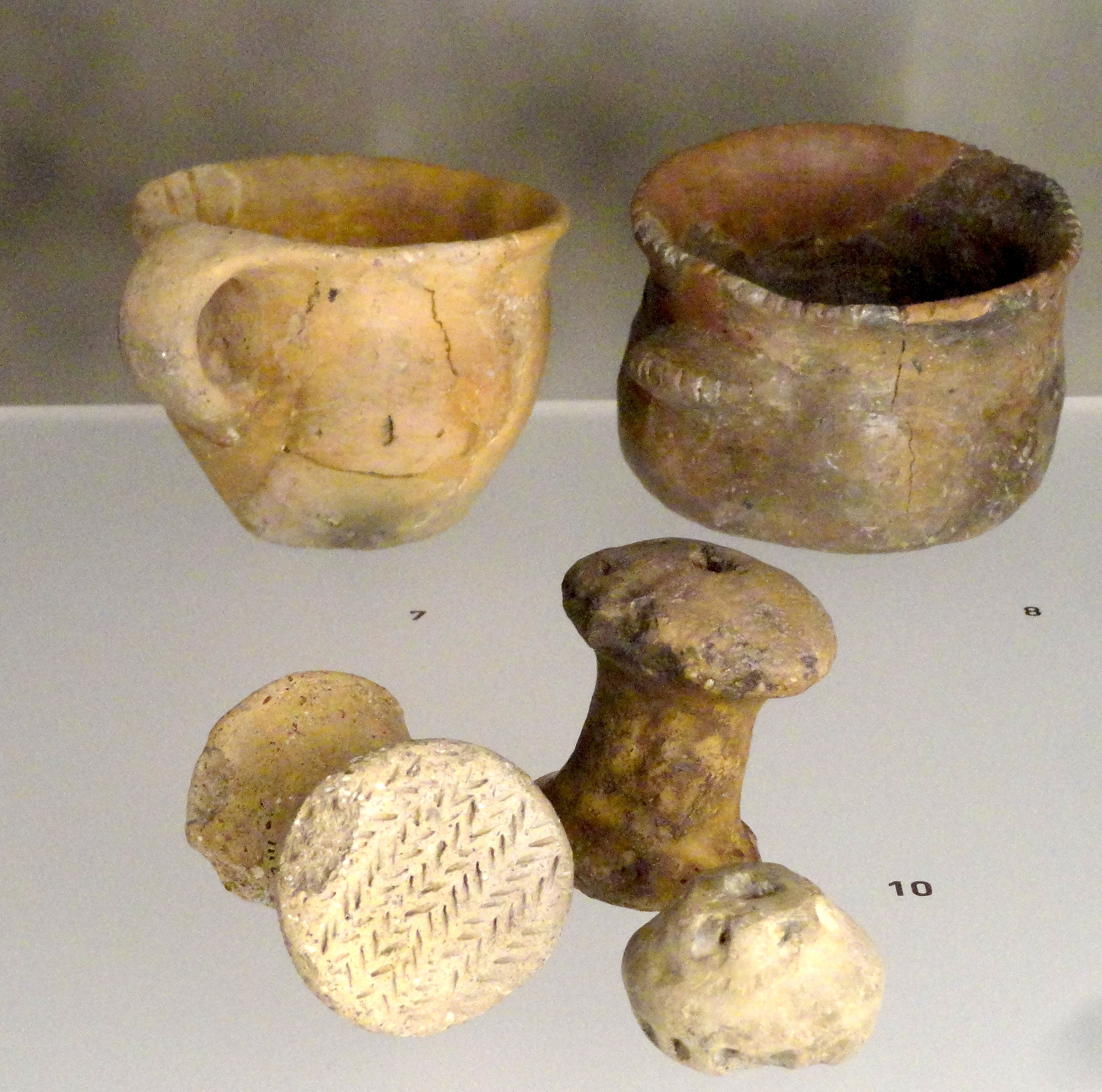
Keramik aus der Cresta-Siedlung bei Cazis

Auf der markanten Kuppe des Petrushügels wurden 1938 bis 1940 und 1951 Grabungen, 1981/1982 Nachgrabungen durchgeführt. Knochenfunde belegen, dass die ersten Siedler von Viehzucht und Jagd lebten; später wurde Ackerbau betrieben. Neben einer grösseren Grube mit Kulturschicht ― nach den ersten Grabungen als jungsteinzeitliches Grubenhaus gedeutet ― und mehreren Herd- und Feuerstellen wurden auch Trockenmauerkonstruktionen, Steinsetzungen und Pfostenverfärbungen beobachtet. Das Fundmaterial umfasst dickwandige Keramik, Steinbeile, Silex- und andere Steinartefakte sowie Knochen- und Hirschgeweihgeräte datiert in das späte 4. und das 3. Jahrtausend v. Chr. Durch die Nachgrabungen sind auch bronzezeitliche und spätmittelalterliche Bodenbefunde belegt. Die Station wird gegenwärtig als saisonal begangenes Areal für Jagd, Viehweide, Stein- und Knochen-/Hirschgeweihverarbeitung interpretiert.
Die bronze- und eisenzeitliche Siedlung Cresta liegt in einer schluchtartigen Felskluft auf einer Hügelkuppe. Grabungen fanden 1943/1944 und 1947 bis 1970 statt. In der Felskluft wurden mehrere Meter dicke Kulturschichten mit früh-, mittel- und spätbronzezeitlichen sowie auch eisenzeitlichen Siedlungsniveaus gefasst. Bedeutende Siedlungsstrukturen der frühen und mittleren Bronzezeit mit einzeiliger Reihensiedlung und Weganlage sind belegt, ebenso zahlreiche einfache Holzhütten-Konstruktionen mit Herdstellen. Reichhaltig ist das Fundmaterial der sogenannten inneralpinen Bronzezeit-Kultur.

### Mittelalter bis heute

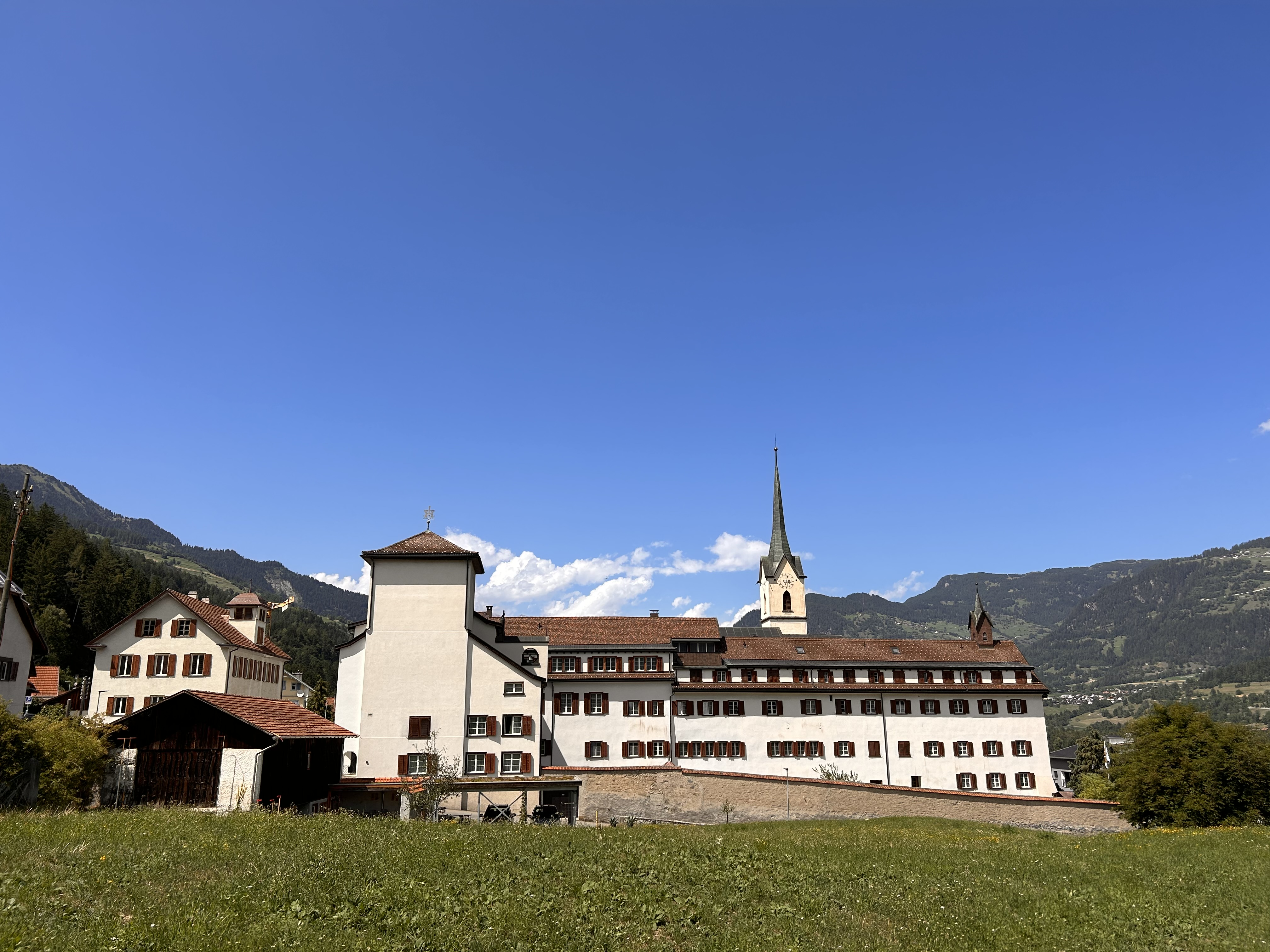
Kloster Cazis

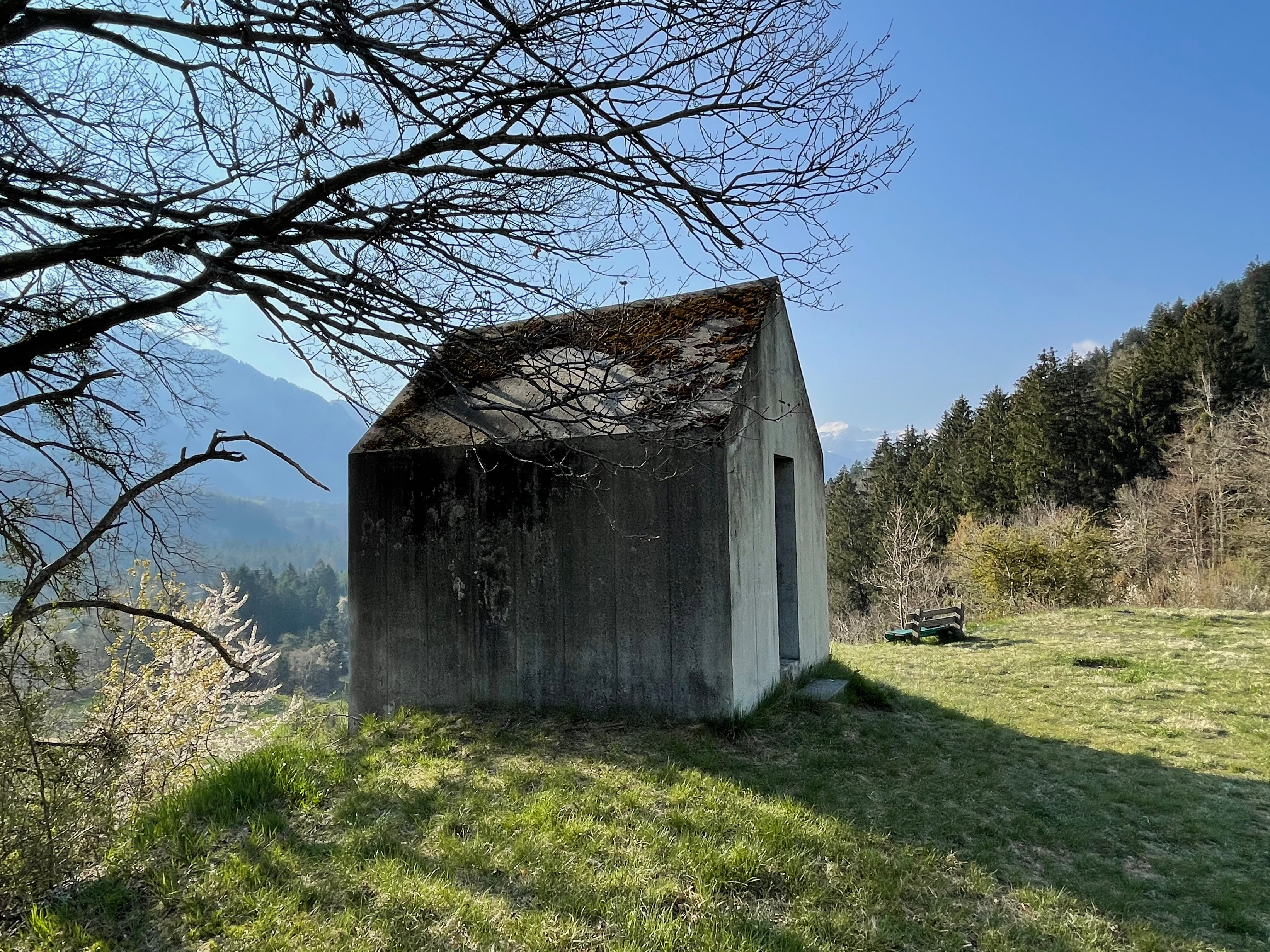
Kapelle St. Nepomuk, Oberrealta

Bahnhof Cazis, 1958

Reste eines Rundturms, vermutlich aus dem 11./12. Jahrhundert, finden sich bei Rentiel, hochmittelalterliche Burgstellen ohne Mauerreste in Montair/Montera und Niederrealta. Mit fünf Grosshöfen in Cazis und am Heinzenberg wurde das Kloster Cazis vom 12. Jahrhundert an grösste Grundbesitzerin der linken Talseite. Die Pfarrrechte von St. Martin, eines frühmittelalterlichen Kirchenbaus, gelangten 1156 (erstmals erwähnt) an die Klosterkirche St. Peter. Landesherren waren bis 1337 die Freiherren von Vaz, sodann Werdenberger und Rhäzünser. Die Nachbarschaft Cazis war 1473 Mitinitiantin zur Verbesserung des Viamala-Wegs. Als Teil der Port Imboden profitierte sie vom Transitverkehr, somit auch von der 1818 bis 1823 erbauten Fahrstrasse über den Splügenpass. Bis 1851 war Cazis Teil der Gerichtsgemeinde Thusis; die bischöflichen Rechte waren 1709 ausgekauft worden. Die Rheinkorrektion nach 1830 erschloss Kulturland in Realta. Dort entstanden 1855 die Kantonale Strafanstalt und 1919 die Psychiatrische Klinik. 1896 erhielten Cazis und Rodels-Realta Stationen der Rhätischen Bahn. Seit 1955 führen die Klosterfrauen eine Haushaltungsschule.

## Wappen
| Wappen von Cazis | Blasonierung: «In Blau silbern Sankt Martin zu Pferd, goldenen Mantel mit dem Bettler teilend» |
| Wappen von Cazis | St. Martin ist der Schutzpatron der alten Pfarrkirche sowie der Gemeinde.                      |

## Bevölkerung
| Jahr      | 1803 | 1850 | 1900 | 1950  | 1970  | 1980  | 1990  | 2000  | 2005  | 2020  |
| --------- | ---- | ---- | ---- | ----- | ----- | ----- | ----- | ----- | ----- | ----- |
| Einwohner | 420  | 755  | 738  | 1.441 | 1.687 | 1.541 | 1.587 | 1.575 | 1.501 | 2.287 |

### Sprachen
Bis um 1800 sprachen beinahe alle Cazner Bewohner Sutselvisch, eine romanische Mundart. Bis 1870 hatten die Romanischsprachigen die absolute, 1880 mit 49 % noch die relative Mehrheit. Doch bereits 1900 sprach etwas mehr als die Hälfte der Bevölkerung Deutsch. Bis 1941 sank der Anteil der Romanischsprachigen auf 18 %. Der Sprachwechsel geht unaufhaltsam weiter, wie folgende Tabelle zeigt:
| Sprachen      | Volkszählung 1980 | Volkszählung 1980 | Volkszählung 1990 | Volkszählung 1990 | Volkszählung 2000 | Volkszählung 2000 |
| Sprachen      | Anzahl            | Anteil            | Anzahl            | Anteil            | Anzahl            | Anteil            |
| ------------- | ----------------- | ----------------- | ----------------- | ----------------- | ----------------- | ----------------- |
| Deutsch       | 1166              | 75,67 %           | 1276              | 80,40 %           | 1326              | 84,19 %           |
| Rätoromanisch | 191               | 12,39 %           | 101               | 6,36 %            | 74                | 4,70 %            |
| Italienisch   | 112               | 7,27 %            | 81                | 5,10 %            | 43                | 2,73 %            |
| Einwohner     | 1541              | 100 %             | 1587              | 100 %             | 1575              | 100 %             |

Etwa 8 % der Bevölkerung versteht noch Romanisch. Deutsch ist heute einzige Behördensprache.

### Herkunft und Nationalität
Von den Ende 2005 1501 Bewohnern waren 1286 (= 86 %) Schweizer Staatsangehörige.

## Politik
Gemeindepräsidentin ist Pascale Steiner (Die Mitte).

## Sehenswürdigkeiten
- Klosterkirche St. Peter und Paul[8]
- Dominikanerinnenkloster Cazis
- Kapelle St. Wendelin[9]
- Kirche St. Martin[10]
- Kapelle Luvreu
- Naturschutzgebiet Munté
- Steinkirche Cazis

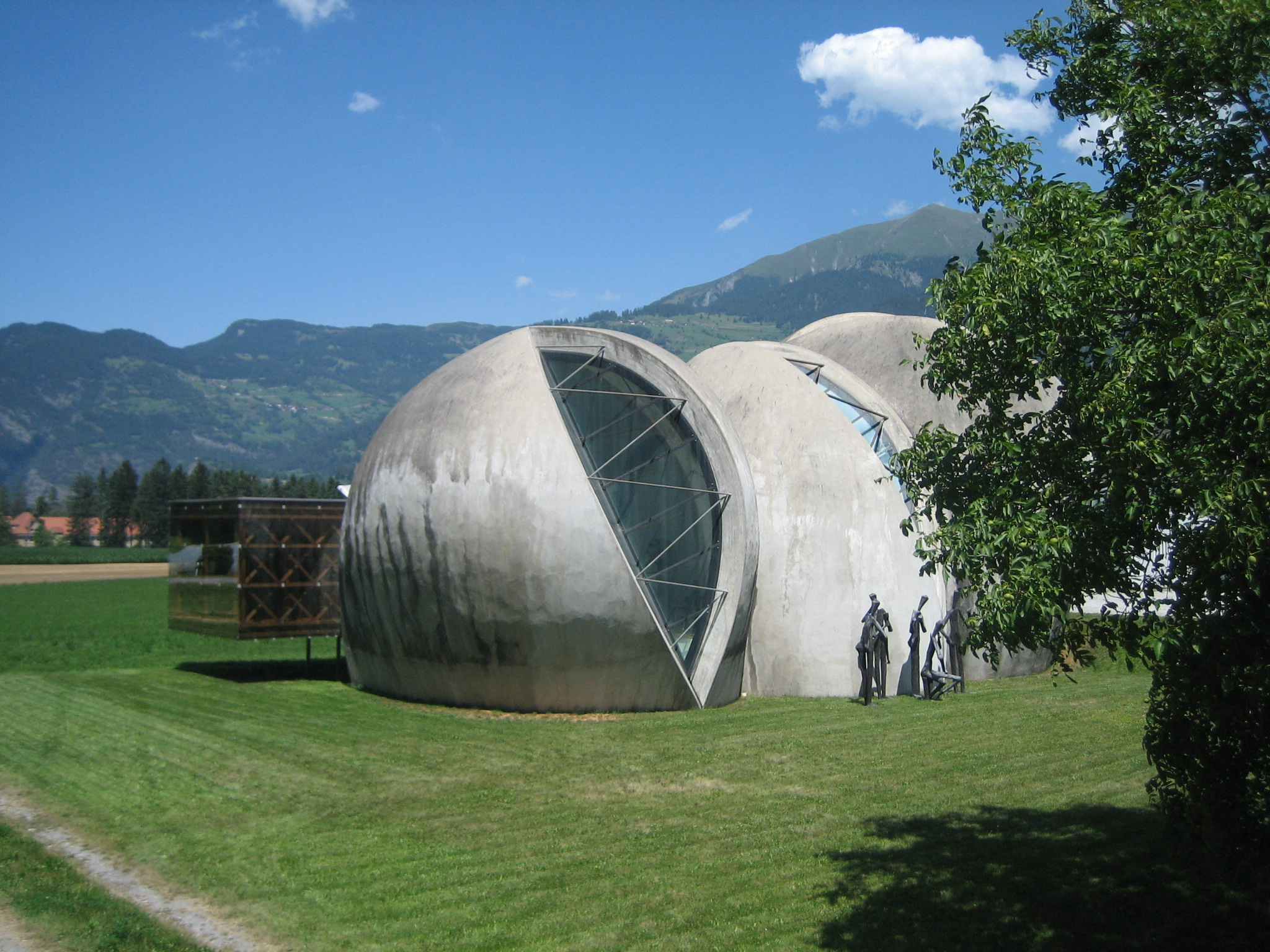
Steinkirche Cazis

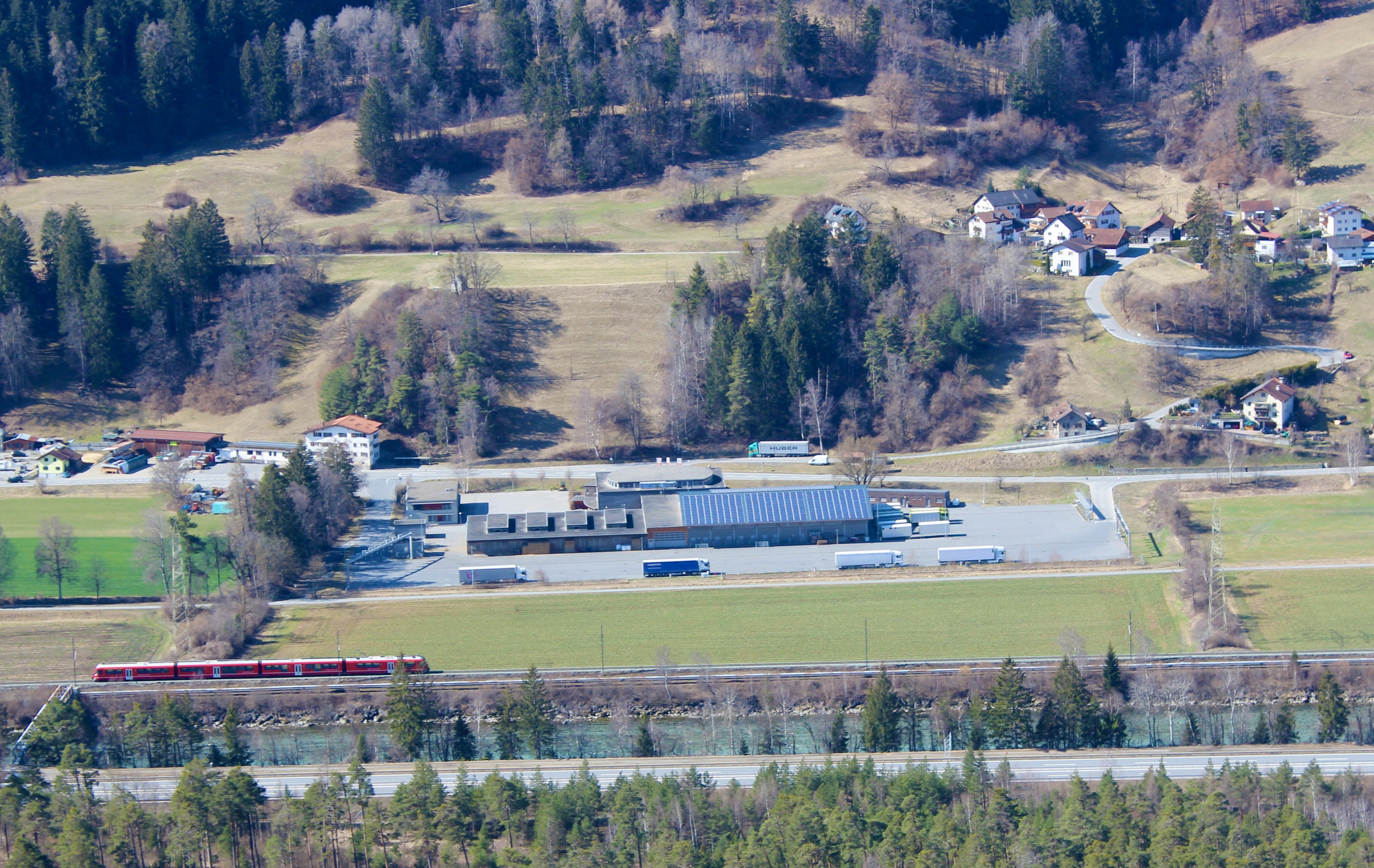
Bündner Arena, für Tiermärkte und Konzerte

- 2001: Platz Klinik Beverin, Gestalter: Hans Danuser, Rita Illien, Kienast Vogt[11]
- Kapelle St. Nepomuk, Oberrealta

## Persönlichkeiten
- Johann Anton Rizzi (1825–1868), Porträtmaler und Kirchenmaler
- Wilhelm Maria Rizzi (1802–1858), Porträtmaler und Kirchenmaler